# Thesium brachyanthum
Thesium brachyanthum är en sandelträdsväxtart som beskrevs av Arthur William Hill. Thesium brachyanthum ingår i släktet spindelörter, och familjen sandelträdsväxter. Inga underarter finns listade i Catalogue of Life.